# Collegio plurinominale Lazio 2 - 01 (2017)
Il collegio elettorale plurinominale Lazio 2 - 01 è stato un collegio elettorale plurinominale della Repubblica Italiana per l'elezione della Camera tra il 2017 ed il 2022.

## Territorio
Come previsto dalla legge elettorale italiana del 2017, il collegio era stato definito tramite decreto legislativo all'interno della circoscrizione Lazio 2.
Il collegio comprendeva la zona definita dai tre collegi uninominali Lazio 2 - 01 (Viterbo), Lazio 2 - 02 (Civitavecchia) e Lazio 2 - 03 (Rieti).

## Dati elettorali

### XVIII legislatura
Come previsto dalla legge elettorale, 386 deputati erano eletti in 63 collegi plurinominali con ripartizione proporzionale a livello nazionale tra le coalizioni e le singole liste che avessero superato la soglia di sbarramento stabilita.
Nel collegio venivano eletti 9 deputati.
| Liste          | Liste                                       | Proporzionale | Proporzionale | Proporzionale | Maggioritario | Maggioritario | Maggioritario |  |
| Liste          | Liste                                       | Voti          | %             | Seggi         | Voti          | %             | Seggi         |  |
| -------------- | ------------------------------------------- | ------------- | ------------- | ------------- | ------------- | ------------- | ------------- |  |
|                | Lega                                        | 81 752        | 17,29         | 1             | 184 699       | 39,07         | 3             |  |
|                | Forza Italia                                | 63 628        | 13,46         | 1             | 184 699       | 39,07         | 3             |  |
|                | Fratelli d'Italia                           | 35 511        | 7,51          | 1             | 184 699       | 39,07         | 3             |  |
|                | Noi con l'Italia – UDC                      | 3 808         | 0,81          | –             | 184 699       | 39,07         | 3             |  |
|                | Movimento 5 Stelle                          | 154 539       | 32,69         | 2             | 154 539       | 32,69         | –             |  |
|                | Partito Democratico                         | 81 581        | 17,26         | 1             | 95 022        | 20,10         | –             |  |
|                | +Europa                                     | 9 856         | 2,08          | –             | 95 022        | 20,10         | –             |  |
|                | Italia Europa Insieme                       | 2 186         | 0,46          | –             | 95 022        | 20,10         | –             |  |
|                | Civica Popolare                             | 1 399         | 0,30          | –             | 95 022        | 20,10         | –             |  |
|                | Liberi e Uguali                             | 14 425        | 3,05          | –             | 14 425        | 3,05          | –             |  |
|                | CasaPound                                   | 10 249        | 2,17          | –             | 10 249        | 2,17          | –             |  |
|                | Potere al Popolo!                           | 6 241         | 1,32          | –             | 6 241         | 1,32          | –             |  |
|                | Partito Comunista                           | 3 021         | 0,64          | –             | 3 021         | 0,64          | –             |  |
|                | Il Popolo della Famiglia                    | 2 185         | 0,46          | –             | 2 185         | 0,46          | –             |  |
|                | Italia agli Italiani (FN - MSFT)            | 1 472         | 0,31          | –             | 1 472         | 0,31          | –             |  |
|                | Per una Sinistra Rivoluzionaria (PCL - SCR) | 489           | 0,10          | –             | 489           | 0,10          | –             |  |
|                | Lista del Popolo per la Costituzione        | 424           | 0,09          | –             | 424           | 0,09          | –             |  |
| Totale         | Totale                                      | 472 766       | 100           | 6             | 472 766       | 100           | 3             |  |
|                |                                             |               |               |               |               |               |               |  |
| Schede bianche | Schede bianche                              | 7 447         | 1,52          |               |               |               |               |  |
| Schede nulle   | Schede nulle                                | 8 781         | 1,80          |               |               |               |               |  |
| Votanti        | Votanti                                     | 488 994       | 73,49         |               |               |               |               |  |
| Elettori       | Elettori                                    | 665 361       |               |               |               |               |               |  |

## Eletti

### Eletti nei collegi uninominali
Eletti nella coalizione di centro-destra (Lega - FI - FdI - NcI-UDC)
     Eletti nel Movimento 5 Stelle
| Collegio uninominale | Eletto | Eletto                  | Partito |
| -------------------- | ------ | ----------------------- | ------- |
| 1. Viterbo           |        | Mauro Rotelli           | FdI     |
| 2. Civitavecchia     |        | Alessandro Battilocchio | FI      |
| 3. Rieti             |        | Paolo Trancassini       | FdI     |

### Eletti nella quota proporzionale
| Movimento 5 Stelle              | Lega           | Forza Italia     | Partito Democratico | Fratelli d'Italia      |
| ------------------------------- | -------------- | ---------------- | ------------------- | ---------------------- |
|                                 |                |                  |                     |                        |
| Marta Grande Gabriele Lorenzoni | Filippo Maturi | Renata Polverini | Fabio Melilli       | Francesco Lollobrigida |

1. ↑  In data 21.06.2022 aderisce al gruppo Insieme per il futuro.
2. ↑  In data 21.01.21 aderisce al gruppo misto, componente «Centro Democratico-Italiani in Europa»; in data 25.02.2021 passa alla componente non iscritti; in data 21.05.2021 torna in Forza Italia.